# 듀 모리에
듀 모리에(du Maurier)는 캐나다의 담배 브랜드이다. 임페리얼 토바코 캐나다(Imperial Tobacco Canada) 사가 제조/판매한다. 이 회사는 브리티시 아메리칸 토바코의 자회사이다. 이 브랜드의 이름은 영국 출신의 배우이자 극장 경영인이었던 제랄드 듀 모리에 경의 이름을 따 지어졌다.
트리니다드 토바고에서는 웨스트 인디언 토바코(West Indian Tobacco) 사가 이 브랜드를 라이선스하여 담배를 팔고 있기도 하다.

## 제품군
듀 모리에 담배 제품은 니코틴/타르 함량에 따라 일반(Regular), 라이트(Light), 익스트라 라이트(Extra Light), "프레스티지"(lighter), "에디션"(even lighter)으로 구분한다. 일반적으로, 포장의 배색은, 아래 반쪽은 빨간색, 위 반쪽은 하얀색/혹은 검은색이다. 아래 반쪽 가운데 위에 "du MAURIER"라고 브랜드 이름이 새겨져 있으며, 그 옆쪽에 브랜드 로고가 들어가 있다. 듀 모리에는 또한 "스페셜"(Special, baby-blue 팩), "아반티"(Avanti) 그리고 아반티 라이트(Avanti Light, 슬림, 짙은 붉은색 포장) 등의 제품을 판매하고 있다. 2006년 10월, 듀 모리에 라이트(light) 제품라인업에 변화가 있었다. "AC"(Advanced Charcoal filter)라는 것을 채택한, 리미티드 버전의 담배가 그레이터 토론토 지역에만 뿌려졌다. 듀 모리에 담배로서는 챠콜 필터 팁 기술을 이용한 최초의 담배였다. 예전같이 코르크의 색 같은 오렌지 색 필터가 아니라 하얀색 필터였다.

### 크기
듀 모리에는 레귤러 캐나다식 (70 mm), 킹 사이즈 (84 mm) 그리고 장초 (100 mm)의 세 가지 담배 길이의 제품을 내놓고 있다. 담배 길이는 달라도 같은 량의 담배잎이 들어간다. 레귤러 캐나다식 크기의 담배는 그 짧은 길이 때문에 필터 길이가 약 3-4 밀리미터 짧다. 킹 사이즈 및 장초는 드라이 아이스를 사용하여 담배잎을 늘리는 공법이 사용된다. 레귤러 캐나다식 담배가 캐나다에서 가장 인기 높다. 그런 형태의 담배를 피우는 흡연자로 하여금 니코틴 흡수를 비교적 더 빠르게 해 준다.

## 후원
듀 모리에는 온타리오주 해밀턴에 있던 "듀 모리에 아트 센터"의 예전 후원사였다. 하지만 담배 광고를 금지하는 연방법 때문에, 이 시설에 대한 이름 제공 후원을 중단하였다. 이 극장은 지금은 도파스코 사가 후원하고 있으며, 극장 이름도 "도파스코 아트 센터"(Dofasco Centre for the Arts)로 바뀌었다.
듀 모리에는 듀 모리에 골프 챔피언십의 후원사이기도 하였다.